# ㅉ
ㅉは、ハングルを構成する子音字母のひとつ。ㅈを重ねて作った合成字母。サンジウッ（쌍지읒、二つのジウッ、韓国）もしくはトェンジウッ（된지읒、硬いジウッ、北朝鮮）と呼称される。硬音を表す。
『訓民正音』当時の濃音も含めた場合の配列順は、最初の「ㄱ」から14番目であった。

## 音声
前舌を盛り上げて歯茎から硬口蓋の広い範囲に密着させて閉鎖を作り、一旦、空気の流れを完全に塞いだ後、ゆっくりと開放することによって摩擦を伴わさせた音を出す歯茎硬口蓋破擦音の一種を表す。朝鮮語の破擦音には帯気するかそうでないか、喉頭緊張（テンス）を伴うかそうでないかによって三系統が存在する。この字母は喉頭緊張を伴う硬音を表しており、音素記号は/c'/などで表される。
初声では無声歯茎硬口蓋破擦音の硬音[ʨ']で発音される*。ただし、北朝鮮の標準音では平壌方言の影響で、無声歯茎歯擦破擦音の硬音[ts']と発音される。
現代朝鮮語では、実際上、終声にこの字母を用いる単語がないため、終声に置かれることはない。ただし、歴史的な終声ㅉの用例は次のようなものがある。
- 1941年の権寧達の「朝鮮語文正体」には、「쯔ퟹ」の用例が見える。
- 北朝鮮の1948年の朝鮮語新綴字法では、ㅉの名称はㅉを直接「-ㅣ으-」の語形に当てはめてㅉを無理やり終声に置いた「찌으ퟹ」[찌읃]とされたが、現在ではこの名称は用いられない。

なお訓民正音によれば全濁であるため、理論上、終声に用いれば「入声」となるとされていた。
なお元々口蓋化を含んだ音であるので、j系の二重母音/ㅑ, ㅕ, ㅛ, ㅠ, ㅖ, ㅒ/を用いても、通常の母音/ㅏ, ㅓ, ㅗ, ㅜ, ㅔ, ㅐ/を用いても音声上の差異はない。
*国際音声字母には硬音を表す記号がないためここでは便宜上「'」を用いて表記した。

## 訓民正音
訓民正音初声体系では全濁の歯音に分類されており、訓民正音の世宗序では「ㅈ齒音如即字初發聲 竝書如慈字初發聲」と規定されている。『訓民正音解例』制字解に全清を並書すると全濁となるとある。ここでいう全濁は濁音（有声音）ではなく、当時においても硬音であったと推測されている。しかし、訓民正音以後、近代に至るまで硬音の表記に用いられることはなく、もっぱら漢字音の濁音表記に使われた。また当時の朝鮮語の語頭には/ㅈ/の硬音が立たなかったと推測されている。
硬音を表記するものとして正式に採用されたのは、1933年の朝鮮語綴字法統一案からである。サンチウッという名称もこのときにつけられた。

### 漢字音表記
当時の中国語の歯音には朝鮮語にない歯頭音（舌尖と上歯茎で調音される歯音）と正歯音（舌尖を下歯茎につけたまま盛り上げた舌端と上歯茎で調音される歯音）の区別があった。『訓民正音』ではこれを表記するために、歯頭音（従母）には左払いが長い「ᅏ」、正歯音（牀母）には右払いが長い「ᅑ」のような字形を用意している。

## ラテン文字転写
文化観光部2000年式ではjjと表記される。常に無声音で発音する字母であるが有声子音を用いることとなっている。
一方、マッキューン＝ライシャワー式ではtchと表記される。

## 文字コード
| 名称                       | 用途   | コード | HTML実体参照コード | 表示 |
| HANGUL LETTER SSANGJIEUC   | 単体   | U+3149 | &#12617;           | ㅉ   |
| HANGUL CHOSEONG SSANGJIEUC | 初声用 | U+110D | &#4365;            | ᄍ   |
|                            | 終声用 |        |                    |      |

- 歯頭音

| 名称                               | 用途   | コード | HTML実体参照コード | 表示 |
| HANGUL CHOSEONG CHITUEUMSSANGJIEUC | 初声用 | U+114F | &#4431;            | ᅏ   |

- 正歯音

| 名称                                  | 用途   | コード | HTML実体参照コード | 表示 |
| HANGUL CHOSEONG CEONGCHIEUMSSANGJIEUC | 初声用 | U+1151 | &#4433;            | ᅑ   |